# ダイバージェンス・イヴ
『ダイバージェンス・イヴ』は、日本のホラーSFアニメ作品。2003年7月から9月にファーストシリーズと、2004年1月から3月に続編にあたるセカンドシリーズの『みさきクロニクル〜ダイバージェンス・イヴ〜』がそれぞれUHFアニメ（アニメ魂内）として放送された。

## 概要
山下敏成デザインによるキャラクターと本格的SFストーリーとが合わさった異色作。ホラーテイストが強いが、多元宇宙論や量子論を扱ったハードSFの範疇に入る作品である。人類と異形の生命体・グールとの戦いの他、主人公・紅葉みさきを始めとする登場人物達の葛藤も描かれている。山下の作画も相まってのお色気シーンも多い。
ストーリー構成は全体完結方式を取っているため、『ダイバージェンス・イヴ』『みさきクロニクル〜ダイバージェンス・イヴ〜』の2作両方を見ないとストーリーがわからない仕組みになっており、さらには時系列が入れ替わっている箇所も存在する。
また、難解な専門用語も多く、DVDの字幕特典（セル・レンタル両方に収録）を見ないと理解するのが困難なものも少なくない。キャラクターは2Dで表現されているが、グールや、みさき達が搭乗する対グール人型兵器（ランパートアーマー）による戦闘シーンなどは3DCGで製作されている。
シリアスかつハードな展開とは対照的なOP・EDアニメーションも本作の特徴の一つである。

## ストーリー

### ダイバージェンス・イヴ(Divergence Eve)
西暦2317年、地球から10パーセク離れた宇宙ステーション「ウォッチャーズ・ネスト」に駐留する特殊部隊「セラフィム」に、紅葉みさき、スサーナ・ブースタイン、ルクサンドラ・フレイル、キリ・マリアレーテの4人の候補生が配属された。たった1名のセラフィム隊員を目指し、仲間として、ときにはライバルとして訓練に励む候補生達。しかし、彼女らは本当の任務を知らされてはいなかった。ウォッチャーズ・ネストに幾度も襲来する人類の脅威とも言える存在・グール──それが自分達が戦う真の敵であることを…。そしてある日、グールは容赦なくみさき達に襲い掛かる。初めて本当の任務を知らされ、宇宙の深淵より迫り来る恐怖からもはや逃れることはできないことを悟るみさき達。さらに彼女たちの前に、ウォッチャーズ・ネストの隠された過去が、人類とグールとの接触に秘められた謎が、次々と明らかになっていく。しかし、それはまだ、ある意思が仕組んだプロジェクト…人類を「新たなる進化の分岐点」すなわち「“ダイバージェンス・イヴ”の誕生」へと導こうとする、巨大な策謀のほんの始まりに過ぎなかった。紅葉みさきは、己の遺伝子に記された運命を知らずに背負ったまま、“監視者の巣（ウォッチャーズ・ネスト）”に囚われていく。

### みさきクロニクル〜ダイバージェンス・イヴ〜
ウォッチャーズ・ネストの居住リングごと長距離ワープさせる“エクソダス・プロジェクト”。それにより、ヴェルンスやライアー達ウォッチャーズ・ネストのクルーは地球圏への脱出に成功する。しかし、そこには、グールとの最終決戦に臨んでいたみさきの姿はなく、眼前の地球は“時間障壁”に覆われた世界へと変貌していた。時空の迷宮から抜け出すべく、クルー達は脱出の方法を模索し続ける。
その一環として、ライアーは原因究明のため、時間障壁に覆われた地球へ降下することになる。幾つも現われる“今”とは異なる時間軸の世界に降り立ったライアー。そんな彼女の前に、行方不明になっていたはずのみさきが様々な姿で現れる。

## 作中用語
アルケミー
全世界規模で所属科学者が在籍する研究機関。数百年もの歴史を持ち、当初は純粋な学術探求者の集団だったが、徐々に政治・経済に関与するに至る。
これは宇宙開発や地球環境の劣悪化に対応するためには彼らの力が不可欠であるためで、ここ数十年はアルケミーもそのことを利用して勢力を拡大している。
しかし、国家のような独立した基盤を持たないため実態を掴むのは困難である。
また、彼ら自身もあまり表に出ることを望まない傾向があるため、社会的に認知こそはされているものの、その名前が報道メディアなどに登場する機会は少ない。
下士官学校養成予備コースの実習生でしかなかったみさきがセラフィム候補生に選ばれたのは、彼女がケスラー配列を持つデザイナーズ・チルドレンの第二世代であったために、彼らが意図的に仕向けたことだった。
インテグラル・システム
量子コア内の目標を感知する装置で、ランパート・アーマーの最も根幹を成すシステム。
時間軸上で人間の感覚を積分することによって、使用者の知覚領域を拡大することができ、時間障壁によって光や電磁波が阻害されてしまうコア内部における唯一の有効な探査手段。
だが、性質上、使用者は強い精神的圧迫に襲われ、限界まで使用した場合、肉体的・精神的ストレスで人事不省に陥る場合もあり、システムに適応するには数多くの訓練が必要とされる。
小説版では性能を強化した「強化インテグラル・システム」が存在するが、使用者に掛かる負担は従来のものより大きい。
インフレーション・ホール
現在も超光速で膨張を続け、並行宇宙同士を繋ぐ回廊で、銀河系の様々な恒星系を繋ぐハイウェイを形成している。
発生位置は空間的に固定されており、断続的に消滅と生成を繰り返している。実用的な移動体を通過させることができるため、地球-ウォッチャーズ・ネスト間を行き来するのに利用されている。
ウォッチャーズ・ネスト
地球から32光年離れた所に位置し、人類が宇宙開発の最前線として築いた最大の恒久ステーションにして、並行宇宙を通じて瞬時に移動できるインフレーション・ホールを利用した、外宇宙進出のための探索基地。
殖民惑星開発プロジェクトのための重要な拠点ともなっており、技術者や軍人、その家族などを中心とした1000万ものの住人が生活する巨大都市でもある。
本来は移民する惑星への中継及び支援を行う施設集合体として開発されたものであった。
開発が中期段階に移行する状態にあるため、政治的権力は自己完結能力に優れる軍に与えられている。
コアの探査だけでなく移民惑星の観測も常時行っているため、莫大な量のデータが「情報集積保管室」に蓄積されている。
基本的にネストの全データがここに集積されることとなっているが、みさきのものだけはルブランが別管理している。
グール
ウォッチャーズ・ネストの開発が本格化した時に、インフレーション・ホールの中から突如出現した異形の生命体で、実体化がほんの10%以下でも強大な力を有する、言わば人類の脅威と言える存在。
ウォッチャーズ・ネスト内の一般住民がパニックに陥ることを防ぐため、その存在は極秘事項として隠匿されており、みさき達セラフィム候補生にさえも知らされていなかった。
実体化しなくても、自らの一部を「スペキュラー」として出現させることが可能であるため、量子コアの中心核まで降下していき、直接攻撃を加えて消滅させるしか抑え込む手段がない。最初の接触で自らの体内に人間を取り込もうとしたが失敗、化石化した。
その化石は現在、ウォッチャーズ・ネストの研究室に、回収された隊員達の遺体と共に「標本」として保管されている。
接触により死亡した者達の遺体から同一の遺伝子改変の痕跡が発見されたことから、理由もなく人間を殺した訳ではないと考えられている。
なお、グールを消滅させることを「中立化」と呼ぶ。
ケスラー
改変された遺伝子構造の研究と開発に執着していた男。
その遺伝子構造は彼の名前から「ケスラーの非正規配列」と命名された。
ケスラーの非正規配列（ケスラー配列）
グールが人類に与えた遺伝情報で、ヒトの知覚領域を拡大する形質を有する。
動物実験から、受精卵にのみ組み込むことができることを突き止めたケスラー教授によって、遺伝子操作を施されたヒト（デザイナーズ・チルドレン）が研究のために生み出される。みさきの父・紅葉十三はその一人。しかし、研究の結果、この遺伝子を得ても、最初の世代はその能力のごく一部しか用いられないことが判明。ケスラー配列を持つデザイナーズ・チルドレン達の子孫を用いた研究計画（ケスラー・プロジェクト）が発令されることとなる。その計画の被験者として選ばれたのが、みさきだった。
ケルビム・キャンプ
2700年代初頭に、量子コア深部の探索を目的として設営された研究拠点。
コア外部からの侵入経路の確保が容易であり、重力と時間の流れも比較的安定している地点であるために選定された。
その真の目的はグールとの接触であるのは確実だが、派遣した隊員達にはグールに関する情報がいっさい知らされていなかったため、新たな被験者を確保しようとした可能性もある。
ケルビムの惨劇
11年前、得られた情報を元にしてグールとのコミュニケーションを試みようとしたり、コアの謎を解こうとした結果発生した、多数の調査員が一瞬にして行方不明となった事故の通称名。
公式発表では、ケルビム・キャンプでのインフレーション・ドライブの制御に失敗し暴走したことによるものとされているが、真相は謎とされていた。実際は、グールとの接触により、調査員全員が死亡したものだった。
スペキュラー
グールが自らの分布域をコントロールし、自己の存在の一部を変換して生じたエネルギーの複製体が本体とは別の場所に実体化したもの。
ウォッチャーズ・ネストの任意の場所に出現する。
セラフィム
ケルビムの惨劇を経て設立された、ウォッチャーズ・ネストに駐留する特殊部隊。士官学校生の多くが一度は夢見るとされる最高の目標でもあり、候補生の公募には何千人もの志願者が応募するが、候補生に選ばれるのはたった数名。
さらに、厳しい訓練プログラムを受けた後に候補生の中から1人だけが正規隊員が選ばれるなど、配属にいたるまでの過程は困難を極める。
量子コア内でのグールの殲滅を主な任務としている。
女性隊員の比率が高いが、これは、グール接触時に食い殺されやすい男性とは対照的に、女性は何故か接触時に影響を受けにくいことによるものである。
セラフィム候補生
特殊部隊セラフィムの隊員となるべく地球の士官学校から選抜された候補生。セラフィムで出た1人の欠員に対し、数人の候補生が選ばれるが、地球における選抜段階で1人に絞り込まれることがない理由としては、使用兵器の特性が地球のあらゆるシミュレータでも再現できないこと、所々に重力断層を伴うウォッチャーズ・ネスト周辺の特異な環境、そうした特殊な環境への適応性を確かめることが地球の訓練では難しいことがあげられる。
本作では、司令部へ転属するライアーの代替要員を選出するため、地球の士官学校から選抜された、みさき、キリ、スサーナ、ルクサンドラの4名を指す。
ネストでの過酷な訓練の末、スサーナが正規隊員に選出されるものの、インテグラルシステムの適合実験で拒絶反応を示したことを機に辞退、他の3名はスサーナが選ばれた後も予備要員として訓練を続けていたが、補充計画の内容が全面的に変更となり、当初1名だった補充要員が3名に増員されたため、最終的には、みさき、キリ、ルクサンドラの全員がセラフィムに配属されることとなった。（自分が抜ける分の補充だけでなく、さらなるパイロットの増員は、かなり以前からライアーが上申していたことであり、ようやくそれをヴェルンスが承認したことによる）
デザイナーズ・チルドレン
人為的に遺伝子操作を受けて生み出された人々の総称で、本作では特に、2275年にケスラーによって秘密裏に生み出された、グールが残した遺伝子（グールの遺伝子そのものではない。）を組み込まれた者達を指す。人為的な遺伝子操作が法律で禁じられており、それに反対する者達によって実験は中止に追い込まれるが、反対派には何の利益もなかったため、このことが公に公表されることはなかった。
このときに生まれた13人のデザイナーズ・チルドレンは一般の養護施設で育てられるが、密かにアルケミーによって監視され続けていた。
みさきの父・紅葉十三はその一人。
ランパート・アーマー
対グール戦闘用の強化装甲服（所謂人型兵器）。軍用に設計されているため、安定性よりも敏捷性が重視されており、通常の民間機に比べて遥かに鋭敏な操縦システムを有している。
また、量子コア内のグールの存在位置を探知するために、中核デヴァイスとしてインテグラル・システムが内蔵されている。
『みさきクロニクル』では、時間障壁に包まれた地球を探査するために複座型の従来機を改造して作られた特殊作戦型ランパートアーマーが開発されている。
この機種では、大気圏内での長時間飛行用のダクトファンを備える他、武装・探知・分析機能も強化され、自己完結能力の向上が図られており、緊急時には遠隔操作も可能。
ランパート・キャリアー
量子コアまでランパート・アーマー輸送・射出を行う搬送艇。
最大6機のランパート・アーマーを運ぶことが可能。非戦闘状態の時はほとんどオートパイロットで飛行する。
死体兵
「ケルビムの惨劇」で行方不明となった隊員達の成れの果て。「ネクロマンサー」とも言われる。
グールとの2回目以降の接触時に死亡した者で、肉体はミイラ化しており、遺伝子改変を受けている。脳の活動は既に停止しているが、そこに何らかの電磁波が直接作用したことによって朽ち果てずに残った肉体を動かすことができる。動く原理こそはある程度判明しているが、死体兵が作り出されている理由については全く判明していない。
調査隊はコアで何が起こったのかを探るべく、特殊部隊を送り込んで一部の死体を回収したが、その死体の全てには全く同じ遺伝子改変の痕跡が発見された。
『ダイバージェンス・イヴ』第3話においてみさきと遭遇する。
なお、その時の接触は完全に偶発的な事故であったため、プリムには秘匿されており、ルブランにも報告されていない。
同位生命体
意識や記憶までコピーした、いわゆるクローン体。『ダイバージェンス・イヴ』終盤において、重傷を負ったみさきが自身の代わりとして作成を希望した。
グールとの接触によってみさきが体内に得た新たな遺伝情報も反映されている。そのため次の接触でもオリジナルと同一の反応を得ることが期待できるが、異なる経験を一定期間与えれば人格が変化する場合も考えられる。そのため最初はオリジナルの意志に従って死を覚悟しているが、時間が経過すれば拒否する可能性も否めない。
『みさきクロニクル』では、ルブランが、みさきが持つグールの遺伝子を組み込んだ自身の同位生命体を作成しており、培養液内にいる限り肉体を維持できる。
変容体
「ケスラーの非正規配列」の作用によって発現した、紅葉みさきのもう一つの姿。
グールと同様、ある種のエネルギー体として構築されており、実体化形状は外骨格であるものの、同時に量子的な存在であるために、グールと同質の空間に存在することができる。
量子コア
ウォッチャーズ・ネストの中心部にあり、未だほとんど探査の手が及んでいない未知の領域。
核と外殻の間にある重力均衡ラインを「コアの境界」と呼び、ここに巨大な岩塊が浮遊大陸として漂っている。
時間断層に起因すると思われる厚い空間の淀みである「時間障壁」が発生しているため、量子コアの内部ではあらゆる光や電磁波はほとんど透過することができない。
中心部にはインフレーション・ドライブが存在する。
量子障壁
グールを防ぐために作られた防衛システム。量子コアを取り囲むように配置されたレーザーポストから、コアの中心核に向けて、数千基のレーザーを一点集中させることによって莫大なエネルギーを照射、それによって発生した強力な爆縮エネルギーでインフレーション・ホールを取り巻く微小空間のエネルギー準位を引き上げ、グールの封じ込めを行う。
しかし、グールは、物体とエネルギーの双方の性質を持ち、周囲の条件に応じて自らの性質をどちらにも変えられるため、完全に封じ込めることはごく稀な例外を除いて不可能である。

## 書籍

### 小説
著者はシリーズ構成を担当した野崎透。MF文庫Jから全3巻が出版された。世界観や設定はアニメと共通しているが、ストーリーの展開は異なっており、結末にも若干の違いがある。
『ダイバージェンス・イヴ』と『みさきクロニクル〜ダイバージェンス・イヴ』を包括した内容となっているが、ストーリーの構成上、『みさきクロニクル〜』における地球降下時のエピソードはほとんどカットされており、唯一取り入れられた三浦五十鈴編もアニメとは違う物語となっている。
量子障壁などについての設定も描かれており、アニメの解説本としても役立つ。
- ダイバージェンス・イヴ vol.1 ISBN 4-8401-0811-0
- ダイバージェンス・イヴ vol.2 ISBN 4-8401-0855-2
- ダイバージェンス・イヴ vol.3 【みさきクロニクル】 ISBN 4-8401-1073-5

### その他
「魂の秀作アニメ解体新書『ダイバージェンス・イヴ』」が2007年12月28日に新紀元社から刊行された。本編の設定等の解説に加え、「コンプティーク」にて連載され、DVD付属のコミックカードにも掲載されていた漫画『みさきALIVE』（原案：いまざきいつき、作画：山下敏成）が再録されている。

## スタッフ
- 原作 - つくも匠・RADIX企画室
- 総監督 - ネギシヒロシ
- チーフディレクター - 髙田淳
- シリーズ構成 - 野崎透
- キャラクターデザイン・総作画監督 - 山下敏成
- メカニックデザイン - 友杉達也
- クリーチャーデザイン - 竹谷隆之
- コンセプトデザイン - 辻田富也
- 美術監督 - 岩瀬栄治
- 色彩設計 - 川見拓也、藤木由香里
- コンポジットディレクター（撮影監督） - 長牛豊
- 編集 - 後藤正浩
- 音響監督 - 辻谷耕史
- 音楽 - 芳賀洋介
- プロデューサー - 畑中利雄、堀内麻紀、吉川勝博（ダイバージェンス・イヴ）→坂田樹洋（みさきクロニクル）、武智恒雄、森田勝也、植田もとき
- アシスタントプロデューサー - 鷲北賢司、中村学
- ラインプロデューサー - 岩谷能宣
- アニメーション制作 - RADIX
- 製作 - Operation EVE（IMAGICAエンタテインメント、メディアファクトリー、NTTデータコンテンツプランニング、クロックワークス、日商岩井、RADIX）

## 主題歌
ダイバージェンス・イヴ
エンディングテーマ「Pump up!」
作詞・作曲 - 都田和志 / 編曲 - 芳賀洋介 / 歌 - 長澤奈央

みさきクロニクル〜ダイバージェンス・イヴ〜
オープニングテーマ「×○×○×○（キスキスキス）」
作詞・作曲 - 都田和志 / 編曲 - 芳賀洋介 / 歌 - 長澤奈央
エンディングテーマ「SORA」
作詞・作曲 - 都田和志 / 編曲 - 芳賀洋介 / 歌 - 長澤奈央

## 各話リスト
| 話数                                       | サブタイトル                | 脚本                   | 絵コンテ               | 演出                   | 作画監督                            |
| ダイバージェンス・イヴ                     | ダイバージェンス・イヴ      | ダイバージェンス・イヴ | ダイバージェンス・イヴ | ダイバージェンス・イヴ | ダイバージェンス・イヴ              |
| ------------------------------------------ | --------------------------- | ---------------------- | ---------------------- | ---------------------- | ----------------------------------- |
| 1                                          | Mission2                    | 野崎透                 | ネギシヒロシ           | 境橋渡                 | 阿部智之                            |
| 2                                          | 量子障壁                    | 野崎透                 | ネギシヒロシ           | 境橋渡                 | 阿部智之                            |
| 3                                          | 死体兵                      | 野崎透                 | ネギシヒロシ           | 山口祐司               | 中野典克                            |
| 4                                          | スペキュラー                | 山田靖智               | 岩間貴                 | いまざきいつき         | 加藤茂                              |
| 5                                          | セラフィム                  | 北嶋博明               | いまざきいつき         | いまざきいつき         | 近藤源一郎                          |
| 6                                          | ウォッチャーズ・ネスト      | 野崎透                 | 四谷光宏               | 阿部雅司               | 大田和寛                            |
| 7                                          | 量子コア                    | 山田靖智               | 高田淳                 | 高田淳                 | 関口雅浩                            |
| 8                                          | アルケミー                  | 野崎透                 | 岩間貴                 | 古川政美               | 藤田正幸                            |
| 9                                          | ケルビムの惨劇              | 山田靖智               | 四谷光宏 高田淳        | 千葉大輔               | 田中誠輝 阿部智之                   |
| 10                                         | 変容体                      | 野崎透                 | いまざきいつき         | いまざきいつき         | 近藤源一郎                          |
| 11                                         | デザイナーズ・チルドレン    | 山田靖智               | 高田淳                 | 高田淳                 | 関口雅浩                            |
| 12                                         | Mission1                    | 野崎透                 | 岩間貴                 | 古川政美               | 渡辺英樹                            |
| 13                                         | Mission3                    | 野崎透                 | ネギシヒロシ           | 境橋渡                 | 阿部智之                            |
| みさきクロニクル〜ダイバージェンス・イヴ〜 |                             |                        |                        |                        |                                     |
| 1                                          | 2315 連合軍士官学校         | 山田靖智               | 木村隆一               | 千葉大輔               | 阿部智之                            |
| 2                                          | 2316 野戦訓練               | 山田靖智               | いまざきいつき         | 神崎ユウジ             | 村山公輔                            |
| 3                                          | 1594 太閤暗殺               | 野崎透                 | 高田淳                 | 古川政美               | 渡辺英樹                            |
| 4                                          | 1594 異形の影               | 野崎透                 | 高田淳                 | 高田淳                 | 近藤源一郎                          |
| 5                                          | 1936 二二六事件             | 野崎透                 | 岩間貴                 | 千葉大輔               | 阿部智之                            |
| 6                                          | 2305 連合軍海上基地         | 山田靖智               | いまざきいつき         | いまざきいつき         | いまざきいつき                      |
| 7                                          | 2つのウォッチャーズ・ネスト | 野崎透                 | 高田淳                 | 高田淳                 | 近藤源一郎                          |
| 8                                          | 戦士の帰還                  | 野崎透                 | 高田淳                 | 高田淳                 | 阿部智之                            |
| 9                                          | 遺跡の秘密                  | 野崎透                 | 岩間貴                 | 境橋渡                 | 加藤茂                              |
| 10                                         | 隠された過去                | 山田靖智               | いまざきいつき         | いまざきいつき         | いまざきいつき                      |
| 11                                         | 重なる時間                  | 野崎透                 | ネギシヒロシ           | 長村伸治               | 中野典克 高田晃 高橋成世 近藤源一郎 |
| 12                                         | Mission 4                   | 野崎透                 | ネギシヒロシ           | 境橋渡                 | 阿部智之                            |
| 13                                         | みさき                      | 野崎透                 | 木村隆一               | 岡嶋国敏               | 山下敏成 近藤源一郎                 |

## 放送局
| 放送地域 | 放送局   | 放送区分     | 放送期間                                  |
| -------- | -------- | ------------ | ----------------------------------------- |
| 京都府   | KBS京都  | UHF系        | 1期：2003年7月 - 9月 2期：2004年1月 - 3月 |
| 神奈川県 | TVK      | UHF系        | 1期：2003年7月 - 9月 2期：2004年1月 - 3月 |
| 東京都   | 東京MXTV | UHF系        | 1期：2003年7月 - 9月 2期：2004年1月 - 3月 |
| 日本全域 | BS朝日   | ANN系 BS放送 | 1期：2003年7月 - 9月 2期：2004年1月 - 3月 |
| 長野県   | 信越放送 | JNN系        | 1期：2003年7月 - 9月 2期：2004年1月 - 3月 |
| 日本全域 | AT-X     | CS放送       | 1期：2003年7月 - 9月 2期：2004年1月 - 3月 |

KBS京都での放送について
KBS京都ではファーストシリーズの本放送時、番組の冒頭で表示される時代背景を示すテロップと、局側で表示する視聴注意テロップがほぼ同時に重なった状態で放送されていた（第1話から最終話までこの放送状態が続いた）。本放送終了後2003年10月より再放送が行われたときは、視聴注意テロップの表示部分は画面下部から画面上部へと変更されていた。